# Laubierinidae
Famille
Les Laubierinidae sont une famille de mollusques de la classe des gastéropodes de l'ordre des Littorinimorpha.

## Liste des genres
Selon World Register of Marine Species (10 juin 2015) :
- genre Akibumia Kuroda & Habe, 1959
- genre Laubierina Warén & Bouchet, 1990